# Kiscsősz
Kiscsősz je vas na Madžarskem, ki upravno spada pod podregijo Ajkai Županije Veszprém.